# Affaire de la Clinique du sport
L'affaire de la Clinique du sport est une affaire concernant des infections nosocomiales ayant eu lieu entre 1988 et 1993.

## Révélation de l'affaire
Le 11 septembre 1997, Le Parisien évoque le cas de Béatrice Ceretti, opérée en 1991 pour une hernie discale à la Clinique du sport alors même que l'opération n'était pas forcément nécessaire,. Elle est hospitalisée en 1994 en raison de violentes douleurs à la colonne vertébrale. Début 1997, après trois ans d'errance médicale et de nombreux diagnostics, la cause de son mal est identifiée : il s'agit d'une infection nosocomiale au Mycobacterium xenopi (en).
La médiatisation de l'affaire permet à Béatrice Ceretti de découvrir que 57 autres patients opérés des cervicales ou des lombaires entre janvier 1988 et mai 1993 souffrent également d'infections nosocomiales. En octobre 1997, les autorités sanitaires ouvrent un numéro vert. Treize patients gravement touchés portent plainte au pénal tandis que les autres engagent des poursuites au civil.
À la suite de ce scandale, l'époux de Béatrice Ceretti, Alain-Michel Ceretti, crée l'association du LIEN (Association de lutte, information et études des infections nosocomiales et sécurité sanitaire), officiellement créée en mars 1998.

## Enquête
L'enquête a montré plusieurs manquements et carences notamment la contamination du circuit d'eau potable de la clinique par Mycobacterium xenopi (en) et de mauvaises pratiques de stérilisation reprochées à trois chirurgiens. Une première alerte avait été déclenchée en 1989 après la découverte de la mycobactérie dans les lombaires d'un patient opéré en 1988. À la suite de cette alerte, l'établissement mène une étude mais personne ne pense à analyser l'alimentation en eau du bloc opératoire : la cause de l'infection n'est donc pas identifiée et aucune suite n'est donnée à l'alerte.
Claude Rambaud note que des informations alarmantes sont connues dès 1993 grâce aux structures de surveillance mises en place précédemment. En effet, le centre de coordination de la lutte contre les infections nosocomiales (CCLIN) de Paris Nord déclenche une première alerte sur deux cas de patients infectés par Mycobacterium xenopi dans la même clinique.
Au premier semestre de l'année 1993, la clinique décompte neuf cas de patients infectés opérés du rachis. Le Dr Pierre Sagnet, directeur de l'établissement, alerte le centre de coordination de la lutte contre les infections nosocomiales, la direction départementale des affaires sanitaires et sociales et la direction générale de la Santé. Le centre de coordination de la lutte contre les infections nosocomiales enquête et conclut que l'origine de l'épidémie est une contamination des instruments chirurgicaux lors du rinçage à l'eau des instruments.
Des questionnaires de satisfaction sont envoyés aux patients mais sans les informer du risque de contamination. Il faut attendre la publication de l'article du Parisien en 1997 pour que la justice intervienne. Après la publication de l'article du Parisien en septembre 1997, 5 000 patients font l'objet d'un rappel mais seuls ceux opérés de la colonne vertébrale feront l'objet d'un suivi médical. Ainsi, le secrétariat d’État à la Santé émet notamment un arrêté le 19 décembre 1997 dans ce but, après avis favorable de la CNIL le 2 décembre 1997,.
En 2001, les experts judiciaires notent le non-respect des règles de stérilisation des instruments chirurgicaux : du fait d'un grand nombre d'interventions programmées, certains instruments n'étaient pas stérilisés à chaud mais placés dans une solution désinfectante et rincés avec l'eau filtrée non-stérile du lave-mains du bloc opératoire. Selon le témoignage d'un aide-soignant en poste à l'époque, seuls les deux premiers patients de la journée bénéficiaient d'une stérilisation parfaite.
Après la découverte de contaminations de patients opérés du genou dans la même clinique, le ministère de la Santé fait rappeler les patients opérés du genou à la Clinique du sport sur la période concernée par voie d'arrêt le 13 décembre 2004,. Le premier cas avait été signalé le 17 novembre 2003 par le centre hospitalier de Versailles au CCLIN Paris Nord et avait ensuite été rapporté par des médecins lors d'une communication à un colloque sur l’hygiène médicale durant l'été 2004.

## Condamnations
En 2010, le directeur Pierre Sagnet est condamné à quatre ans de prison dont 18 mois ferme et 50 000 euros d'amende, au-delà des réquisitions du ministère public qui demandait trois ans de prison dont deux avec sursis. Le chirurgien Patrick Béraud est condamné à huit mois de prison avec sursis et le chirurgien Didier Bornert est condamné à deux ans de prison dont six mois ferme. Ils sont tous trois déclarés coupables de blessures involontaires et de tromperie. Le Dr Pierre Sagnet est également déclaré coupable d'omission de porter secours,. À la suite de sa condamnation, Pierre Sagnet se dit « profondément meurtri » au micro d'Europe 1, il ajoute que même une « condamnation de principe, de quelques jours ou d'un euro symbolique, n'était pas acceptable » pour lui.
Les Dr Pierre Sagnet et Didier Bornert font appel de la décision, estimant qu'ils ne peuvent être tenus responsables de la contamination. Le procès initialement prévu en mai 2012 est reporté en 2013 en raison de la crise cardiaque du Dr Didier Bornert. Le parquet demande la confirmation des peines de première instance mais elles sont réduites par la cour d'appel de Paris en juin 2013,. Ils sont tous deux condamnés pour blessures involontaires : Pierre Sagnet à trois ans de prison avec sursis et 70 000 euros d'amende, et Didier Bornert à deux ans de prison avec sursis et 40 000 euros d'amende,. 

## Conséquences
Pour Hugo Bertillot, cette affaire, avec la publication des Palmarès des hôpitaux français et d'autres éléments, a en partie motivé les autorités publiques à se créer des indicateurs de qualité des hôpitaux.